# 不和谐街区
不和谐街区是西班牙巴塞罗那的扩展区格拉西亚大道上的一个街区。这个街区拥有巴塞罗那最重要的四位现代主义建筑师的建筑：路易斯·多梅内克·蒙塔内尔、安东尼·高迪、何塞·普伊赫·卡达法尔克和安瑞科Enric Sagnier。由于四位建筑师的风格非常不同，这些建筑彼此不和谐。它们全部建于20世纪初年。
此街区位于格拉西亚大道的西南侧，介于一百街（Carrer del Consell de Cent）路口与阿拉贡街（Carrer d'Aragó）路口之间。这些住宅包括狮子与桑树之家，位于格拉西亚大道35号，由路易斯·多梅内克·蒙塔内尔设计；Casa Mulleras，在格拉西亚大道37号，由Enric Sagnier设计；Casa Bonet，在格拉西亚大道39号，由Marcel•lí Coquillat i Llofriu设计；阿马特耶之家，在格拉西亚大道41号，由何塞·普伊赫·卡达法尔克设计；巴特略之家，在格拉西亚大道43号，由安东尼·高迪设计。
由于这些著名地标建筑的存在，这个街块是巴塞罗那的一个旅游景点。其西班牙语名称“Manzana de la Discordia”中，“manzana”既有“街区”之意，又有“苹果”之意，指金苹果事件。

不和谐街区
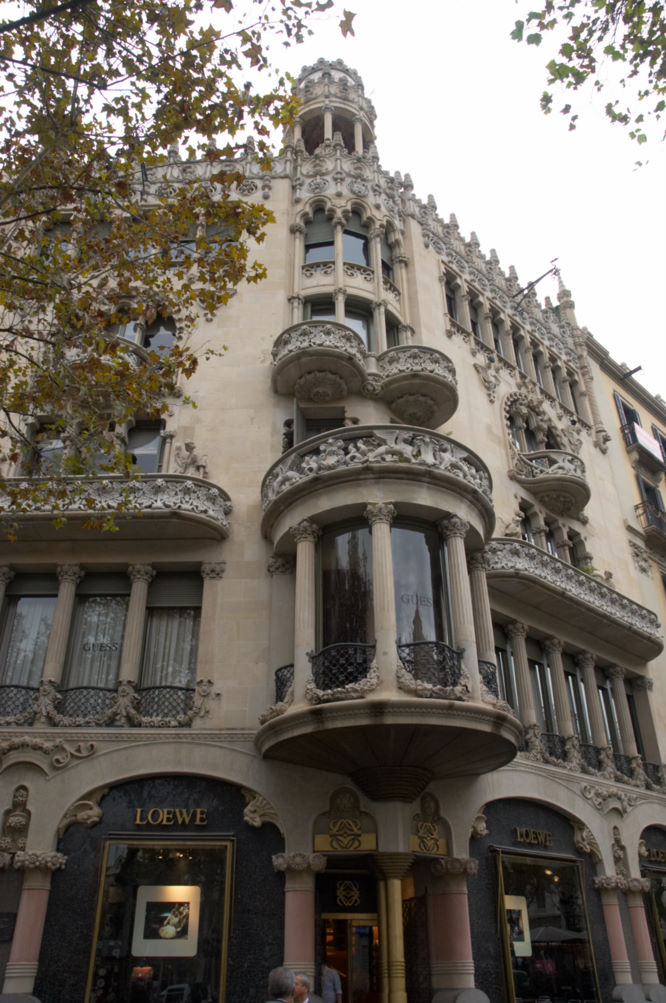
狮子与桑树之家 格拉西亚大道35号 由路易斯·多梅内克·蒙塔内尔设计
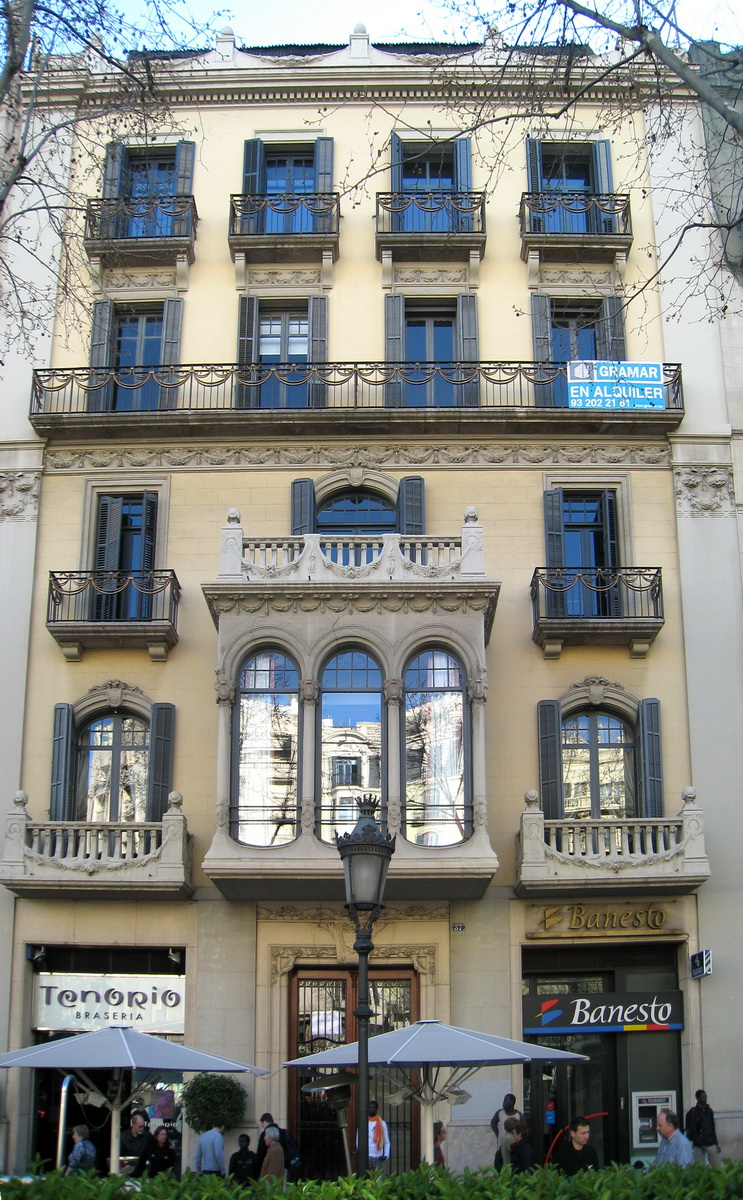
Casa Mulleras 格拉西亚大道37号 由Enric Sagnier设计
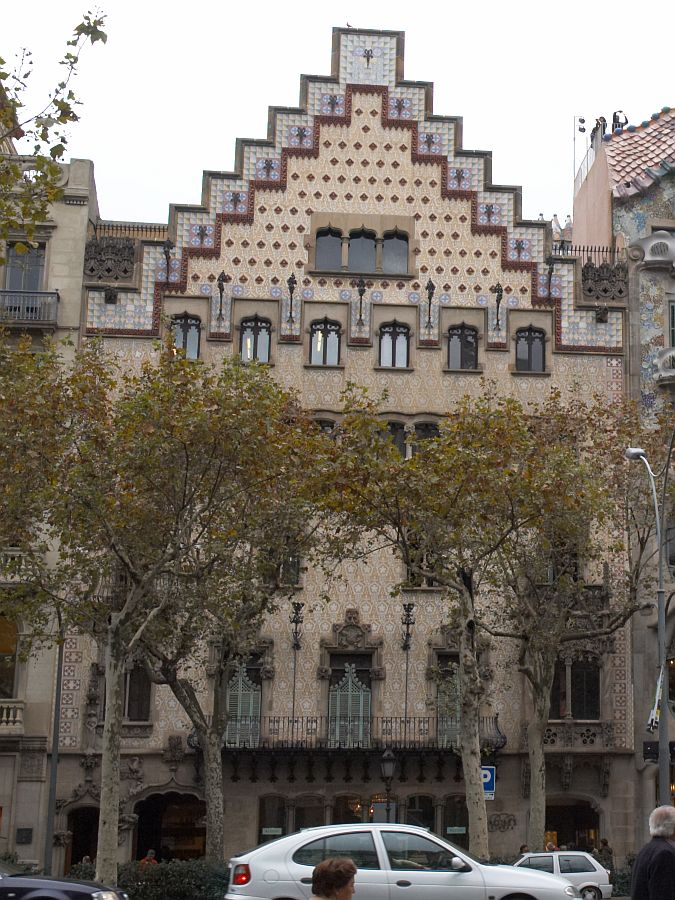
阿马特耶之家 格拉西亚大道41号 由何塞·普伊赫·卡达法尔克设计
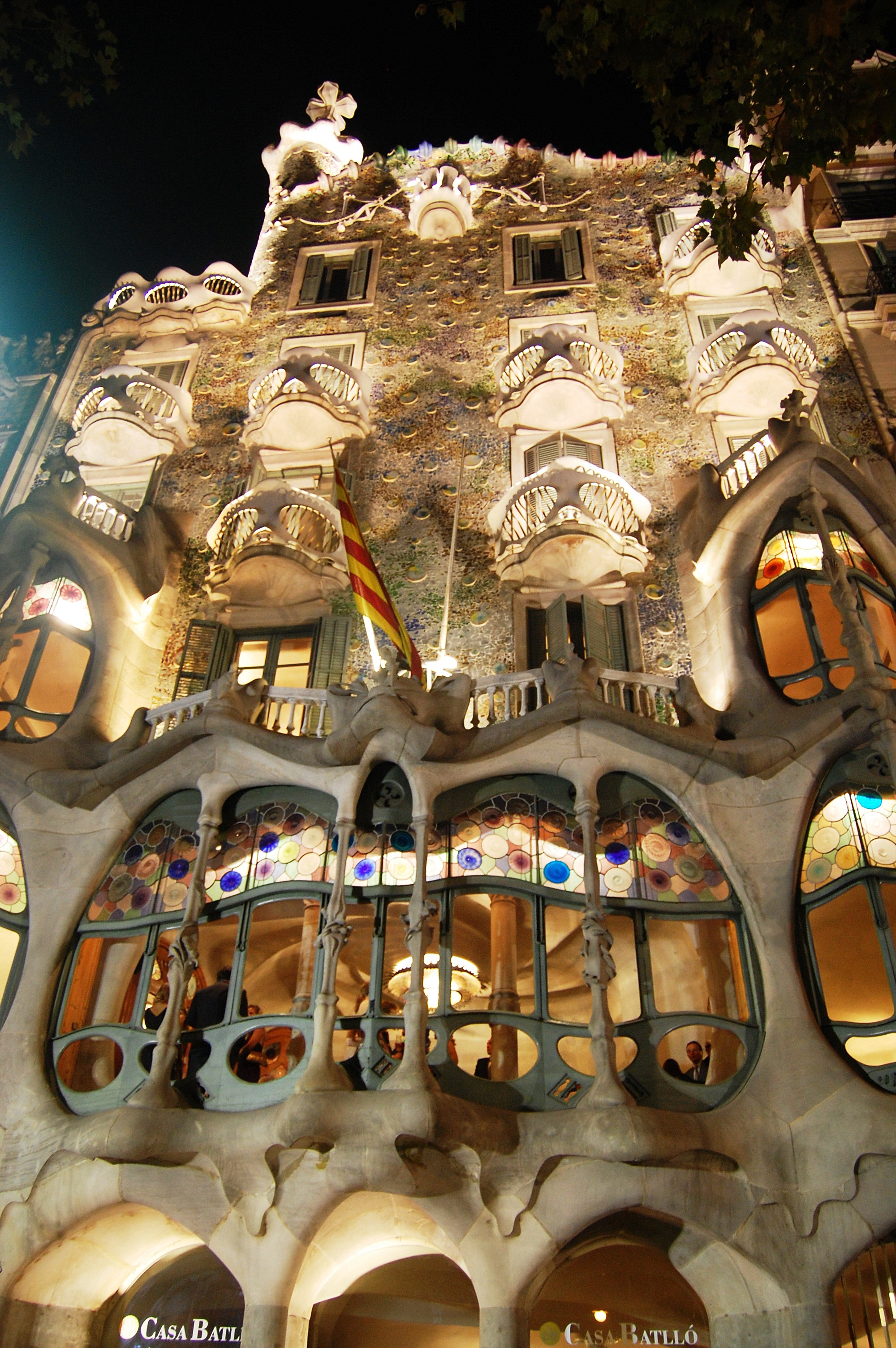
巴特略之家 格拉西亚大道43号 由安东尼·高迪设计